# Geschmückter Gürtelfuß
Der Geschmückte Gürtelfuß (Cortinarius armillatus) ist eine Pilzart aus der Familie der Schleierlingsverwandten (Cortinariaceae).

## Merkmale

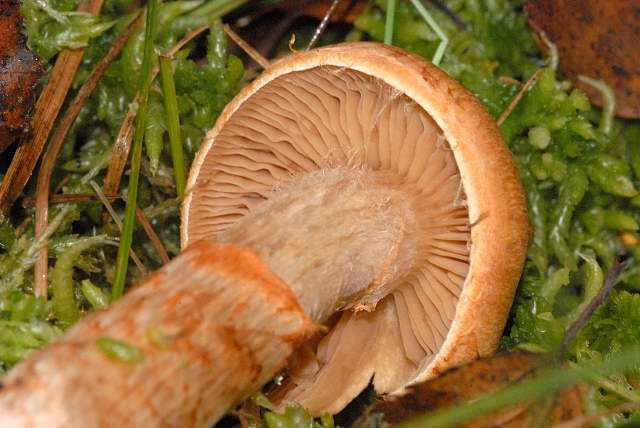
Hutunterseite des Geschmückten Gürtelfußes mit den Lamellen

### Makroskopische Merkmale
Der Hut erreicht einen Durchmesser zwischen fünf und zehn Zentimetern, in Skandinavien mitunter 15 bis 18 Zentimeter. Die Kappe ist zunächst halbkugelig bis glockenförmig ausgebildet, er wird später konvex und schließlich flach ausgebreitet. Sie ist gelb-, orange- oder rostbraun gefärbt. Oft finden sich ziegel- bis rostorangefarbene Schüppchen. Der Hut weist eine mittlere Hygrophanität auf. Die Lamellen sind anfangs ockerbraun getönt, später rostbraun. Die Schneide ist meist heller gefärbt. Sie sind angewachsen, etwas eng stehend und mit kürzeren Lamellen untermischt. Der Stiel wird zwischen 5 und 15, manchmal 20 Zentimeter lang und 0,7 bis 1,5 Zentimeter breit. Er ist schlank geformt und meist länger als die Breite des Hutes. Seine Form ist zylindrisch und an der Basis etwas verbreitert. Er ist blass graubräunlich gefärbt und weiß überfasert. Der Stiel besitzt einen auffallenden Ring von zinnoberroter Farbe. Unterhalb dessen befinden sich weitere Velumgürtel. Das Fleisch ist blass cremegrau gefärbt. Es besitzt einen leicht dumpf erdigen bis schwach rettichartigen Geruch. Das Sporenpulver ist zimtbraun.

### Mikroskopische Merkmale
Die Sporen selbst sind elliptisch bis eiförmig und messen 9,5–12 × 6–7 Mikrometer. Sie sind mit kleinen Wärzchen bedeckt, die nicht miteinander verbunden sind. Die sterilen Elemente an den Lamellenschneiden (Cheilozystiden) sind unauffällig, zylindrisch bis keulig geformt und besitzen manchmal Querwände (Septen).

## Artabgrenzung
Ähnlich sieht der Purpurrote Gürtelfuß (Cortinarius paragaudis) aus. Er wächst unter Nadelbäumen und hat kleinere Sporen.

## Ökologie
Der Geschmückte Gürtelfuß ist vor allem in bodensauren Fichten-Tannen-Wäldern anzutreffen, wo er humus- und nährstoffarme, trockene bis feuchte, häufig anmoorige Böden besiedelt. Er ist ein Mykorrhiza-Pilz, der meist mit Birken eine Symbiose eingeht. Die Fruchtkörper erscheinen im Sommer bis Herbst; der Schwerpunkt liegt auf dem Spätsommer.

## Verbreitung
Der Geschmückte Gürtelfuß ist in Nordamerika, Europa und Nordasien (Japan) zu finden. In Europa reicht das Gebiet von Großbritannien, den Niederlanden und Frankreich im Westen bis Russland im Osten sowie von Spanien, Italien, Ungarn und der Ukraine bis Fennoskandinavien im Norden. In Deutschland kommt der Pilz zerstreut mit lokalen Häufungen wie dem Bayerischen Wald vor. Größere Lücken finden sich am Niederrhein und im westlichen Niedersachsen.

## Systematik
Ausprägungen mit bräunlich gelben Velumbändern werden als var. luteoornatus bezeichnet.